# Collingham, Nottinghamshire
Collingham är en by och en civil parish i Newark and Sherwood i Nottinghamshire i England. Orten har 2 774 invånare. Byn nämndes i Domedagsboken (Domesday Book) år1086, och kallades då Collingeham.